# Yvette Yuoh
Yvette Yuoh (født 7. juli 1989) er en camerounsk håndboldspiller for Tonnerre Yaoundé og Camerouns landshold .
Hun deltog ved verdensmesterskabet i håndbold for kvinder i 2017.